# توني هينكلي
توني هينكلي (بالإنجليزية: Tony Hinkle) هو لاعب كرة قدم أمريكية أمريكي، ولد في 19 ديسمبر 1899 في لوغانسبورت في الولايات المتحدة، وتوفي في 22 سبتمبر 1992 في إنديانابوليس في الولايات المتحدة.

## وصلات خارجية
- توني هينكلي على موقع قاعة المشاهير الجامعة الوطنية لكرة السلة (الإنجليزية)
- توني هينكلي على موقع كلية كرة السلة في سبورتس رفرنس.كوم (الإنجليزية)